# Anthrax francoisi
Anthrax francoisi is een vliegensoort uit de familie van de wolzwevers (Bombyliidae). De wetenschappelijke naam van de soort is voor het eerst geldig gepubliceerd in 1999 door Evenhuis & Greathead.